# Margitbrännans naturreservat
Margitbrännans naturreservat ligger i Föllinge socken, Krokoms kommun, Jämtland. Reservatet som ligger mellan Föllinge och Skärvången omfattar 73 hektar och bildades år 2000. Inom naturreservatet finns gammal orörd granskog och här växer bland annat lappranunkel.